# 치료 효과
치료 효과(治療效果, 영어: therapeutic effect)는 결과적으로 유용하거나 유리한 것으로 판단되는 모든 종류의 치료 후 반응들을 말한다. 이는 결과를 예상했든, 예상하지 않았든, 심지어 의도하지 않은 결과든 마찬가지이다. 부작용(노시보 포함)은 그 반대이며 유해하거나 바람직하지 않은 반응을 나타낸다. 치료 효과 대 부작용을 구성하는 것은 상황의 특성과 치료 목적 모두의 문제이다. 치료 부작용과 바람직하지 않은 부작용을 구분하는 본질적인 차이는 없다. 두 반응 모두 치료 전략이나 약제에 대한 반응으로 일어나는 행동학적/생리학적 변화이다.

## 같이 보기
- 치료